# 귀축영미
귀축영미(鬼畜英米)는 귀신과 가축 또는 악귀와 짐승같은 영국과 미국이란 뜻으로, 제2차 세계 대전 당시 일본 제국이 쓰던 선전용어로 서구세력에 대한 적대감과 일본인(야마토 민족)의 우월감을 고취시키기 위해 사용됐다.

## 효과 및 사례
귀축영미라는 선전은 많은 일본인들에게 영국과 미국에 대한 공포심을 심어주었다. 일본 제국은 영미세력이 일본 민족의 말살을 원하기 때문에 전쟁이 필요하다고 하였다. 실제로 이러한 프로파간다는 강한 인상을 주어 태평양 전쟁 말기에 많은 일본인들이 자살을 택하는 큰 원인이 됐다. ]

### 같이 보기
- 반자이 절벽
- 수어사이드 절벽
- 반자이 돌격
- 가미카제[4]
- 사이판 전투
- 오키나와 전투